# Cerkiew św. Mikołaja w Jałowem
Cerkiew św. Mikołaja w Jałowem – dawna cerkiew greckokatolicka, wzniesiona w 1903 we wsi Jałowe.
Od 1971 użytkowana jako rzymskokatolicki kościół filialny pod wezwaniem Wniebowzięcia Matki Bożej parafii Matki Bożej Bieszczadzkiej w Jasieniu-Ustrzykach Dolnych.
Cerkiew wpisano na listę zabytków w 1969.

## Historia
Cerkiew postawiono w 1903 na miejscu poprzedniej drewnianej z 1812. Po 1951 przez krótki czas użytkowana jako kościół rzymskokatolicki przez nowych osadników z sokalszczyzny. Następnie zamknięta przez ówczesne władze. W 1971 przejęta przez rzymskich katolików. W 1993 Magurycz odnowił przycerkiewny cmentarz. Remont kapitalny cerkwi przeprowadzono w latach 2013-2014 i obejmował: ułożenie nowych fundamentów, na nowo odeskowano ściany i pokryto je i soboty gontem, wymieniono część więźby dachowej, stolarkę drzwiową, pomalowano dachy.

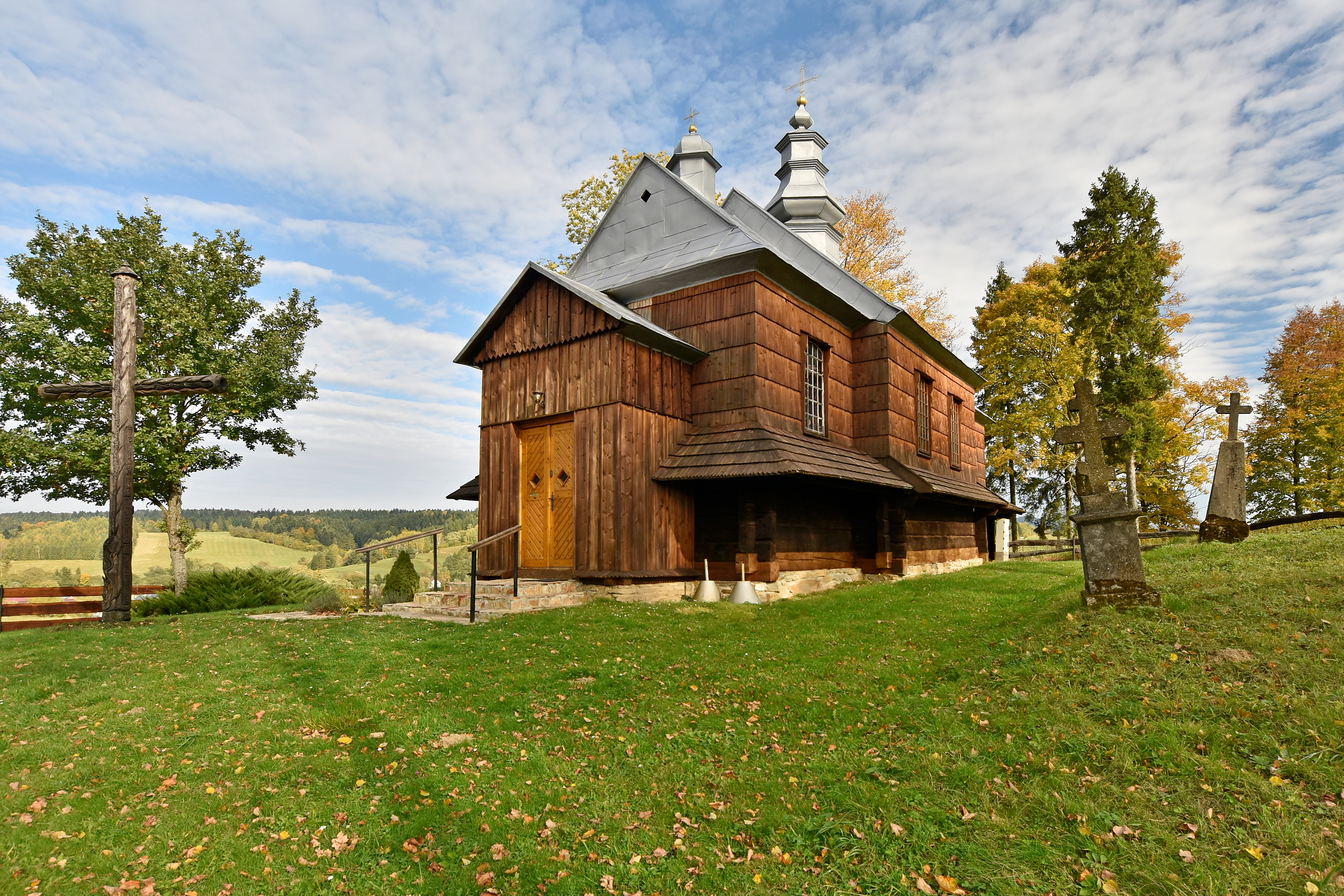
Elewacja frontowa
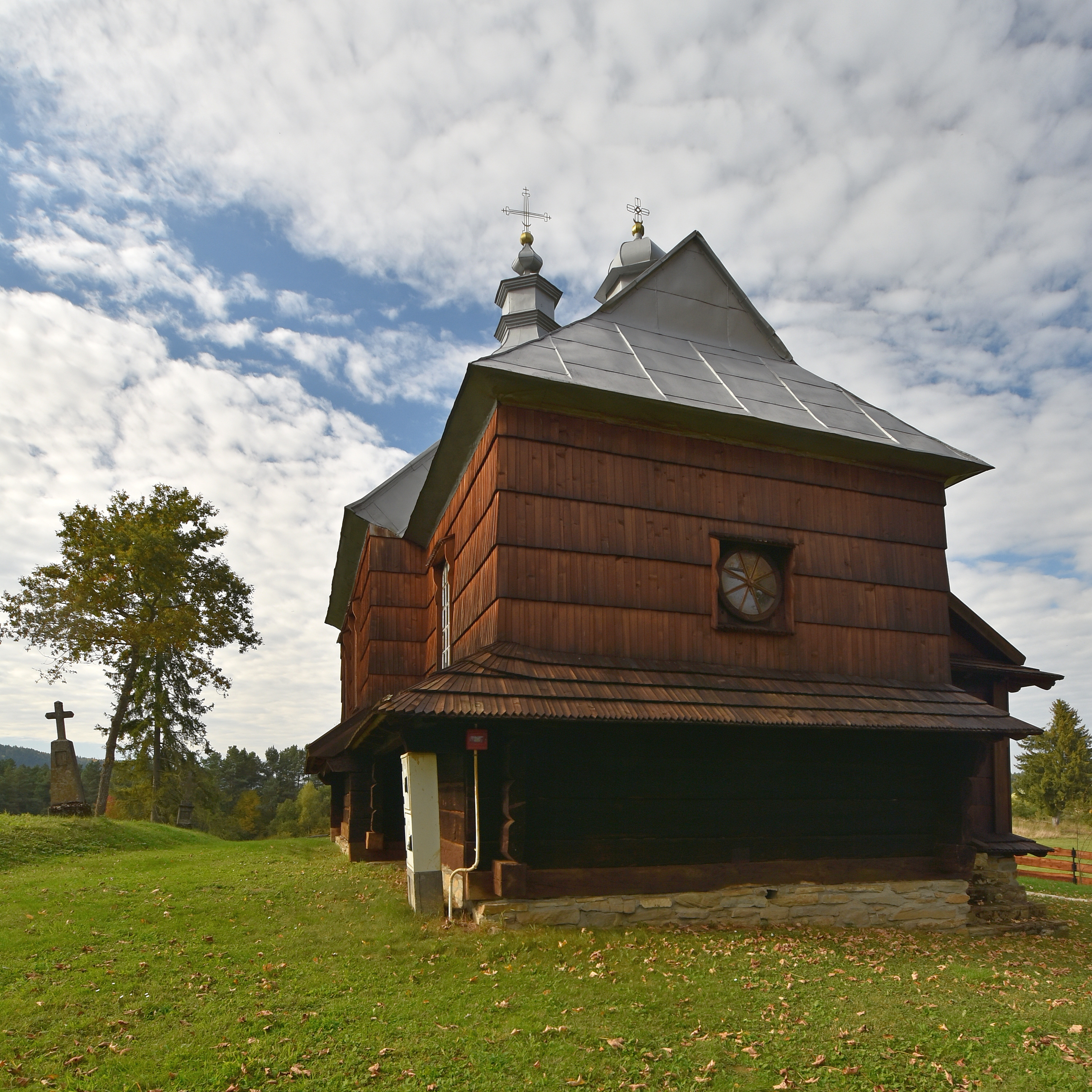
Widok od strony prezbiterium
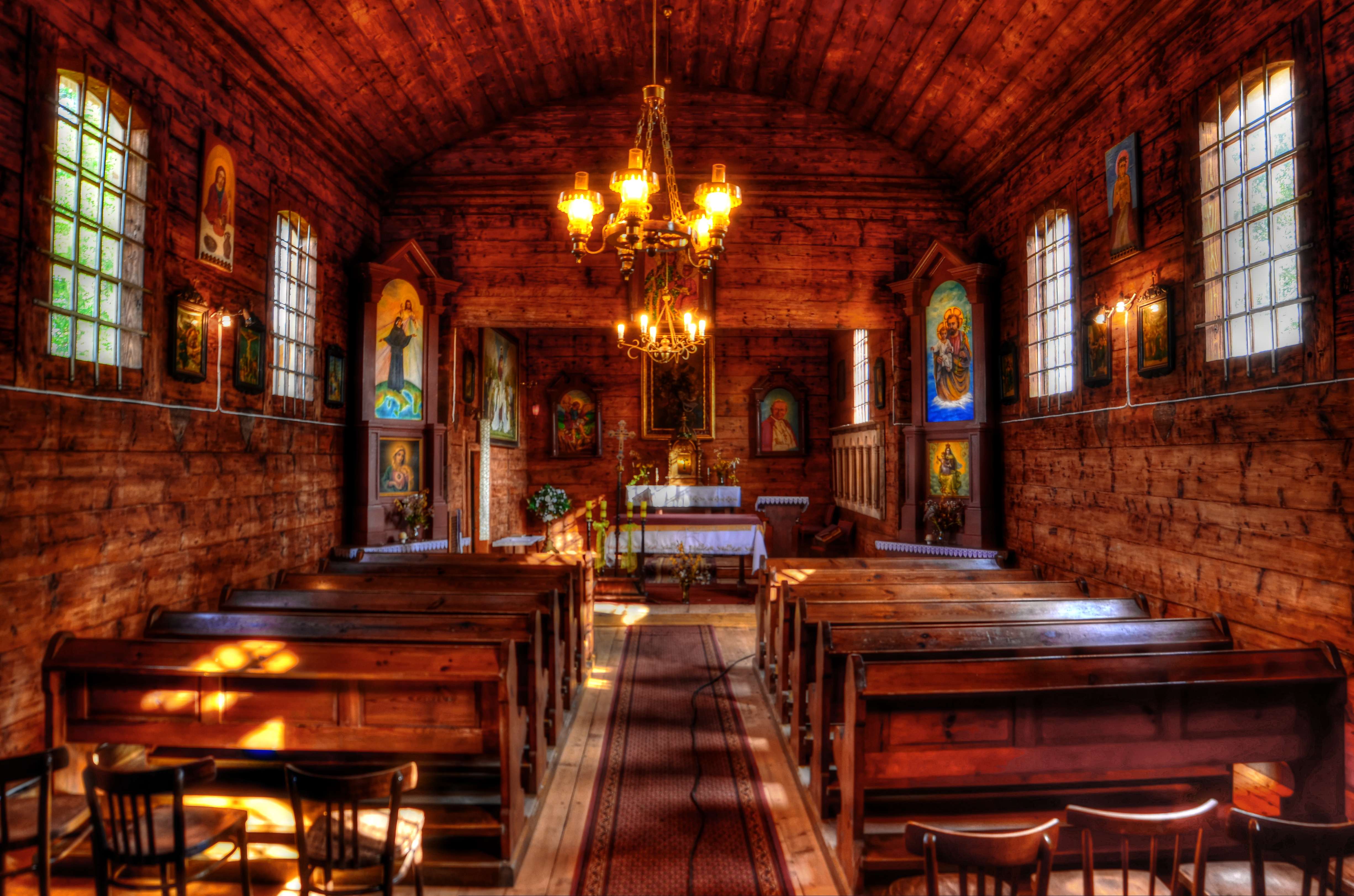
Wnętrze

## Architektura i wyposażenie
Obiekt jest świątynią orientowaną, trójdzielną o konstrukcji zrębowej. Do zamkniętego prostą ścianą z tzw. oculusem prezbiterium od północy przylega zakrystia. W środku wyższa i szersza nawa i od zachodniej strony niższy babiniec z przedsionkiem. Każda z trzech części świątyni nakryta osobnym dachem kalenicowym zwieńczonym sześcioboczną wieżyczką z krzyżem. Wokół cerkwi soboty.
Wewnątrz w nawie sklepienie segmentowe. Zachował się ołtarz główny z obrazem Wniebowzięcia Matki Bożej oraz dwa ołtarze boczne ze współczesnymi ikonami oraz fragmenty ikonostasu z 1903.

## Otoczenie cerkwi
Na zachód od świątyni znajduje się ceglana arkadowa dzwonnica z początku XX wieku. Przy cerkwi zachowało się kilka nagrobków także z początku XX wieku. Nieopodal na stoku wzgórza znajdują się ruiny murowanej kaplicy rzymskokatolickiej z kryptą z 1882. Jest to prawdopodobnie kaplica grobowa Anny Nowosielskiej właścicielki Jałowego.